# Wasilij Pisariew
Wasilij Iljicz Pisariew (ros. Васи́лий Ильи́ч Пи́сарев, ur. 1899, zm. 1977) – radziecki polityk, dyplomata, działacz partyjny.
Członek RKP(b)/WKP(b), 1944-1946 członek Biura KC WKP(b) na Litwie, od 1946 do czerwca 1953 I zastępca przewodniczącego Rady Ministrów Litewskiej SRR, równocześnie od 19 lutego 1949 do 11 czerwca 1953 członek Biura KC Komunistycznej Partii (bolszewików) Litwy/Komunistycznej Partii Litwy. Od 6 listopada 1953 do 31 sierpnia 1957 ambasador ZSRR w Mongolii, później radca-poseł Ambasady ZSRR w Mongolii.